# Volbach (Bergisch Gladbach)
Volbach ist ein Ortsteil im Stadtteil Herkenrath von Bergisch Gladbach.

## Geschichte
Ursprünglich gab es eine mittelalterliche Siedlungsgründung Volbach. Dieser Name wurde in den folgenden Jahrhunderten auf weitere Hofgründungen in der Umgebung übertragen. Daher war eine weitere Differenzierung erforderlich. Die Topographia Ducatus Montani des bergischen Kartographen Erich Philipp Ploennies zeigt 1715 drei benachbarte Einzelhöfe, die gemeinsam als Volbach beschriftet sind. Das Urkataster von 1827 weist eine Volbach-Namensgruppe auf, die sich aus den Siedlungen Volbach, Ober-Volbach, Veldersvolbach und Hinterwinds Volbach zusammensetzt. Der Wohnplatz Untervolbach ist wahrscheinlich erst nach 1930 entstanden, da er auf früheren Messtischblättern noch nicht eingezeichnet ist. 
Laut der Uebersicht des Regierungs-Bezirks Cöln besaß der als Mühle und Hofstelle kategorisierte Ort 1845 neun Wohnhäuser, offenbar zusammen mit der Volbacher Mühle und vermutlich gemeinsam für alle Hofstellen. Zu dieser Zeit lebten 62 Einwohner im Ortsverband, alle katholischen Glaubens. 1905 zählten alle Ortschaften, in deren Namen die Bezeichnung Volbach vorkam, zusammen 21 Wohngebäude mit 116 Einwohnern.
Volbach heißt auch der Bach, der durch die vorerwähnten Ortschaften fließt und in Immekeppel in die Lindlarer Sülz einmündet. Die Bezeichnungen Veldersvolbach und Hinterwinds Volbach existieren nicht mehr. Das Wort Volbach bedeutet Vogelbach.
Aufgrund der Bergbautätigkeiten ist der Volbach mit Schwermetall belastet, hauptsächlich Zink, das in der Grube Apfel abgebaut wurde.